# أليسون وليامز
أليسون وليامز هي معلقة رياضية كندية، ولدت في 18 يناير 1984.